# 我家
「我家」（わがや）は、松山千春が2008年5月21日にリリースした62枚目のシングルである。

## 解説
表題曲「我家」は、松山の自叙伝を原作とした映画『旅立ち〜足寄より〜』の主題歌として使用された。

## 収録曲
| 全作詞・作曲: 松山千春、全編曲: 夏目一朗。 |                  |          |            |      |
| #                                          | タイトル         | 作詞     | 作曲・編曲 | 時間 |
| 1.                                         | 「我家」         | 松山千春 | 松山千春   | 6:02 |
| 2.                                         | 「2020年の遺言」 | 松山千春 | 松山千春   | 5:45 |
| 3.                                         | 「激情」         | 松山千春 | 松山千春   | 6:00 |
| 4.                                         | 「夢中」         | 松山千春 | 松山千春   | 4:05 |
| 合計時間:                                  | 合計時間:        | 21:52    |            |      |